# ソカ
ソカ（soca）は、トリニダード・トバゴ発祥のポピュラー音楽。名称は、ソウル（Soul）とカリプソ（Calypso）を合わせたもの。カリプソのメロディと、チャットニーやタッサなどのインド系カリブ人の音楽の要素であるパーカッションを用いたリズムとの融合から始まり、更にそこにソウルやファンクなどのアメリカのディスコ音楽の要素が加わり発展したものである。ヒップホップやR&B、ダンスホール・レゲエなどとは互いに影響を及ぼし合っている。1980年代以降カリブ海で爆発的に発展した。リズムは4分の4拍子または4分の2拍子で、多くは打ち込みによるパーカッションを多用した軽快なシンコペーションとメロディアスな曲調で展開する。
セントルシア、セントビンセントおよびグレナディーン諸島、ガイアナ、バルバドス、セントクリストファー・ネイビス、小アンティル諸島、ジャマイカ、アンティグア・バーブーダで人気があるジャンルだが、特にトリニダード・トバゴでのソカ人気は絶大であり、2006 FIFAワールドカップに出場したサッカートリニダード・トバゴ代表は「ソカ・ウォリアーズ」(Soca Worriors)という愛称を持っている。

## 歴史
ロード・ショーティによる1963年のヒット“Cloak and Dagger”がソカのルーツとされる。その後、ロード・キチナー、バイロン・リー&ドラゴニアーズがソカをカリブ海域全体に広めた。
近年のソカ・シーンではバハ・メン、ケヴィン・リトル、マシェル・モンターノ、ルピーらが著名。